# St.-Ludgerus-Kirche (Aurich)

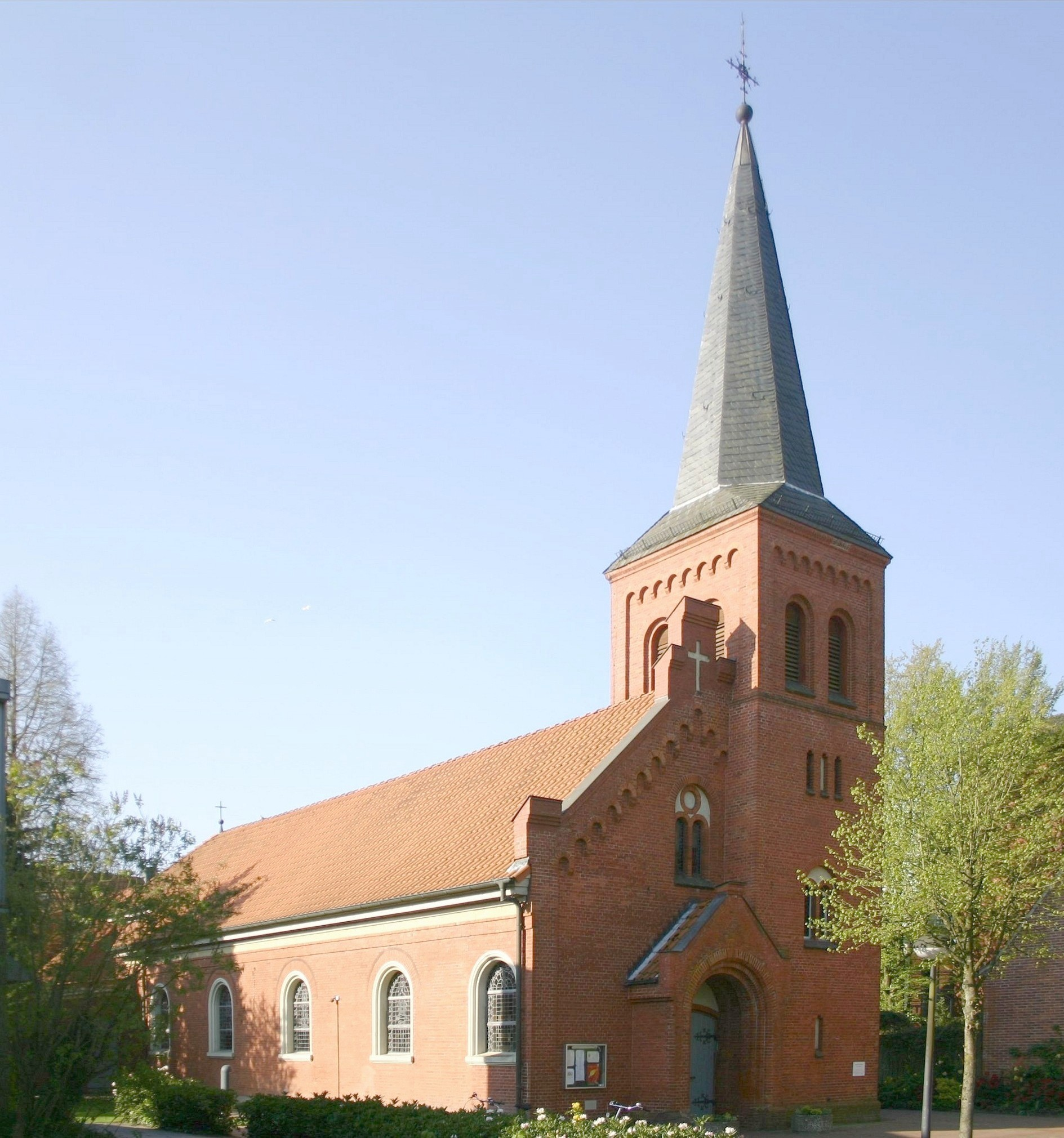
St.-Ludgerus-Kirche

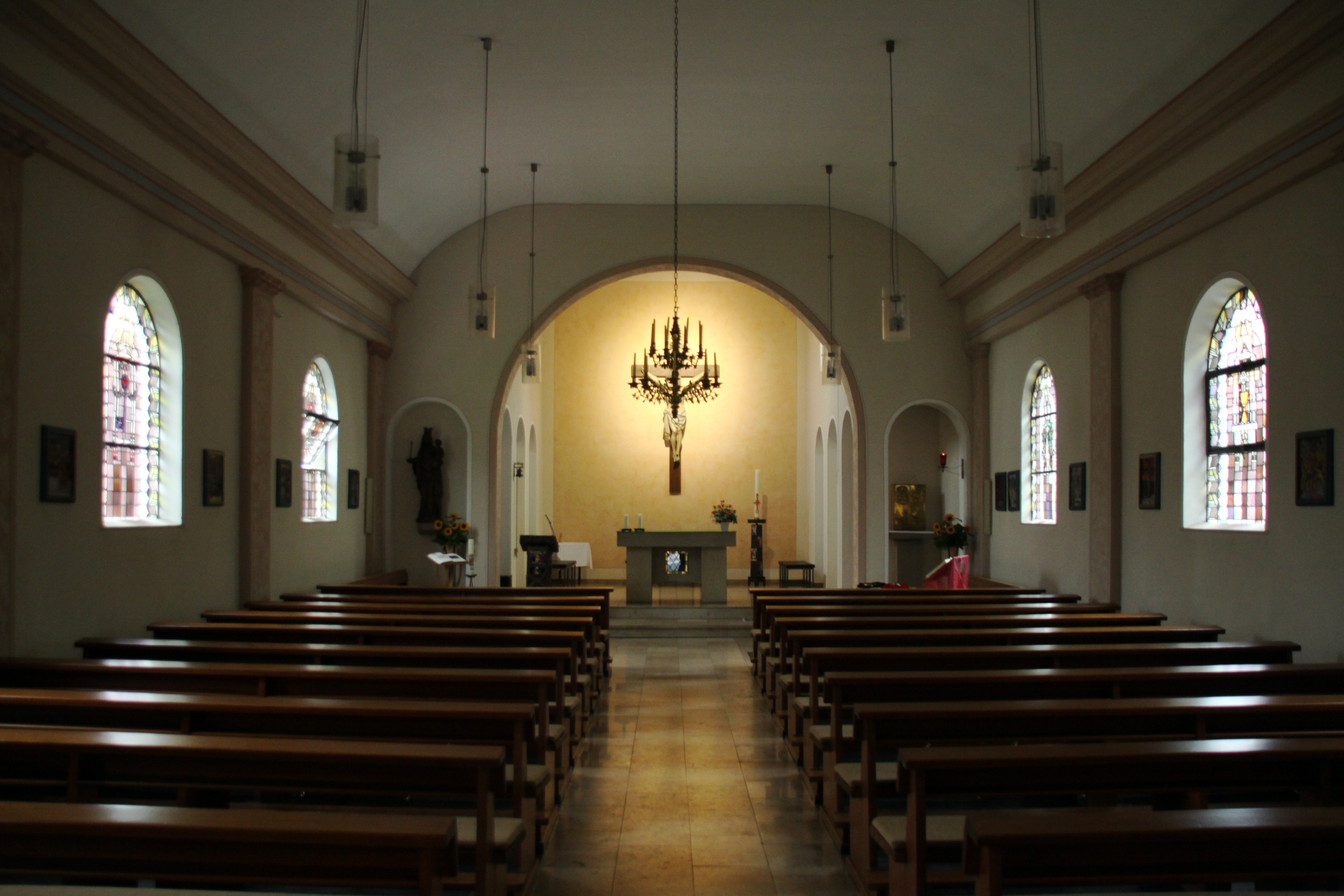
Blick ins Innere

Die römisch-katholische St.-Ludgerus-Kirche in Aurich  wurde im Jahre 1849 errichtet.

## Geschichte
Nach der Reformation existierte im lutherischen Aurich keine römisch-katholische Kirchengemeinde mehr, und die Emder Konkordate verhinderten die Neubildung einer solchen. Erst im 19. Jahrhundert, am 2. Mai 1849, genehmigte die Regierung des Königreichs Hannover wegen der wachsenden Zahl der Katholiken im Ort den Bau einer Kirche, die am 17. Oktober 1849 geweiht wurde. Das unauffällige, turmlose Gebäude entstand außerhalb des historischen Stadtkerns am südlichen Stadtwall. Es erhielt das Patrozinium des Friesen Liudger.
Die St.-Ludgerus-Gemeinde wuchs schon im 19. Jahrhundert zusammen mit der Stadt Aurich, sodass die Pfarrkirche 1903 erweitert werden musste. Einen weiteren starken Zuwachs gab es durch den Zuzug von Vertriebenen aus Schlesien im Jahr 1946. Heute zählt die Gemeinde mehr als 3.000 Gemeindemitglieder.

## Architektur
Die Kirche entstand in zwei Bauabschnitten, die auch heute noch erkennbar sind. Der Bau von 1849 war eine kleine, verputzte Saalkirche mit geradem Chorschluss in schlichten neuromanischen Formen. Die ursprüngliche Länge dieses Baus wird durch die drei mittleren Fenster mit ihren Bögen aus dunkleren Ziegeln im Mauerwerk markiert.
Bei der Erweiterung 1903 wurde im Süden ein neuer großer Altarraum angefügt. Auf der Stadtseite im Norden wurde der Kirchsaal um ein Joch verlängert und eine repräsentative Portalfassade mit Ziergiebel und Turm vorgesetzt. Der Turm, der einen Spitzhelm trägt, wurde dabei in den verlängerten Kirchsaal und den Portalgiebel integriert. Die neue Nordfront aus Backsteinmauerwerk ist unverputzt und mit Bogenfriesen und Lisenen gegliedert.

## Orgel

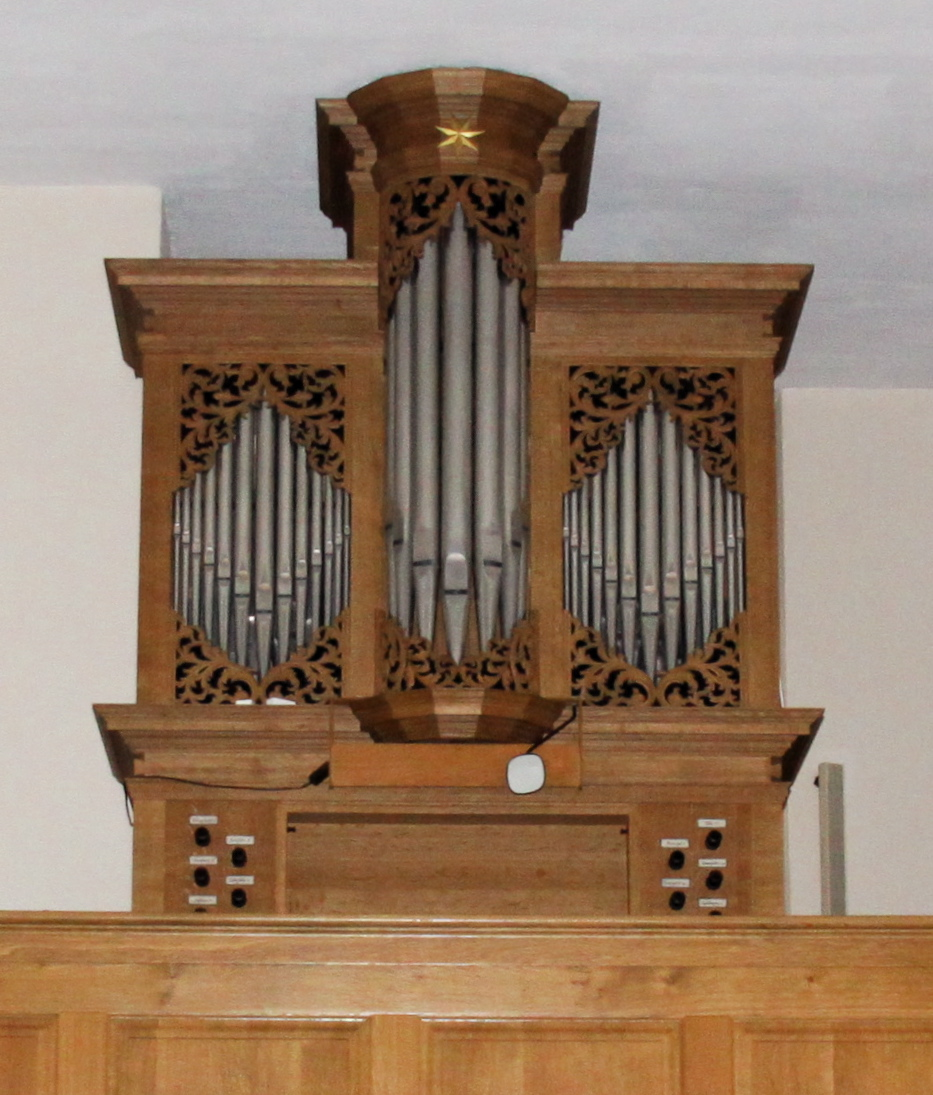
Edskes-Orgel von 1997

Die Orgel wurde 1997 von Bernhardt Edskes errichtet, der das Unterwerk als Flötenwerk konzipierte. Das zweimanualige Werk verfügt über 15 Register.
| I Hauptwerk C– |    |
| Principal D    | 8′ |
| Hohlflöte      | 8′ |
| Principal      | 4′ |
| Rohrflöte      | 4′ |
| Nasard         | 3′ |
| Octave         | 2′ |
| Mixtur II      |    |
| Dulcian        | 8′ |

| II Unterpositiv C– |    |
| Holzgedackt        | 8′ |
| Flöte              | 4′ |
| Gemshorn           | 2′ |
| Sesquialtera II D  |    |

| Pedal C– |     |
| Subbaß   | 16′ |
| Gedackt  | 8′  |
| Octave   | 4′  |

- Koppel: I/P
- Tremulant, Zimbelstern

## Glocken
Ursprünglich hingen wohl zwei Glocken in den Tönen ges' und as' im Turm. Beide wurden 1904 von der Glockengießerei Otto in Bremen-Hemelingen gegossen. Die große Glocke wurde im Ersten oder im Zweiten Weltkrieg für Rüstungszwecke eingeschmolzen. Die kleine Glocke aber überlebte beide Kriege und läutet bis heute im Turm. Von den beiden weiteren heutigen Glocken stammt die große aus Olmütz in Mähren und die kleine aus Ullersdorf in Niederschlesien. Sie wurden dort im Zweiten Weltkrieg beschlagnahmt und auf den Hamburger Glockenfriedhof gebracht. Sie blieben jedoch vor dem Einschmelzen bewahrt und wurden schließlich 1951 in Aurich wiederverwendet.
| Glocke      | 1         | 2          | 3         |
| ----------- | --------- | ---------- | --------- |
| Durchmesser | –         | –          | 880 mm    |
| Gießer      | unbekannt | 0Fa. Otto0 | unbekannt |
| Gussjahr    | 1516      | 1904       | 1476      |
| Schlagton   | ges'      | as'        | b'        |